# Venezolaans voetbalelftal (vrouwen)
Het Venezolaans vrouwenvoetbalelftal is een voetbalteam dat Venezuela vertegenwoordigt in internationale wedstrijden, zoals het Zuid-Amerikaans kampioenschap.
Het team van Venezuela speelde in 1966 zijn eerste wedstrijd tegen Colombia, waarin met 1-2 verloren werd. Het land kwalificeerde zich acht keer voor het continentale kampioenschap en beleefde zijn beste toernooi in 1991, toen het derde werd.
De bijnaam van de ploeg is "La Vinotinto", wat "De rode wijn" betekent. De thuiswedstrijden worden gespeeld in het Estadio José Antonio Anzoátegui, het Polideportivo Cachamay of het Estadio Polideportivo de Pueblo Nuevo.

## Prestaties op eindronden

### Wereldkampioenschap
| Jaar   | Resultaat           | Wed                 | W                   | G                   | V                   | DV                  | DT                  |
| ------ | ------------------- | ------------------- | ------------------- | ------------------- | ------------------- | ------------------- | ------------------- |
| 1991   | Niet gekwalificeerd | Niet gekwalificeerd | Niet gekwalificeerd | Niet gekwalificeerd | Niet gekwalificeerd | Niet gekwalificeerd | Niet gekwalificeerd |
| 1995   | Niet deelgenomen    | Niet deelgenomen    | Niet deelgenomen    | Niet deelgenomen    | Niet deelgenomen    | Niet deelgenomen    | Niet deelgenomen    |
| 1999   | Niet gekwalificeerd | Niet gekwalificeerd | Niet gekwalificeerd | Niet gekwalificeerd | Niet gekwalificeerd | Niet gekwalificeerd | Niet gekwalificeerd |
| 2003   | Niet gekwalificeerd | Niet gekwalificeerd | Niet gekwalificeerd | Niet gekwalificeerd | Niet gekwalificeerd | Niet gekwalificeerd | Niet gekwalificeerd |
| 2007   | Niet gekwalificeerd | Niet gekwalificeerd | Niet gekwalificeerd | Niet gekwalificeerd | Niet gekwalificeerd | Niet gekwalificeerd | Niet gekwalificeerd |
| 2011   | Niet gekwalificeerd | Niet gekwalificeerd | Niet gekwalificeerd | Niet gekwalificeerd | Niet gekwalificeerd | Niet gekwalificeerd | Niet gekwalificeerd |
| 2015   | Niet gekwalificeerd | Niet gekwalificeerd | Niet gekwalificeerd | Niet gekwalificeerd | Niet gekwalificeerd | Niet gekwalificeerd | Niet gekwalificeerd |
| 2019   | Niet gekwalificeerd | Niet gekwalificeerd | Niet gekwalificeerd | Niet gekwalificeerd | Niet gekwalificeerd | Niet gekwalificeerd | Niet gekwalificeerd |
| 2023   | Niet gekwalificeerd | Niet gekwalificeerd | Niet gekwalificeerd | Niet gekwalificeerd | Niet gekwalificeerd | Niet gekwalificeerd | Niet gekwalificeerd |
| Totaal | 0/9                 | 0                   | 0                   | 0                   | 0                   | 0                   | 0                   |

### Olympische Spelen
| Jaar   | Resultaat           | Wed                 | W                   | G                   | V                   | DV                  | DT                  |
| ------ | ------------------- | ------------------- | ------------------- | ------------------- | ------------------- | ------------------- | ------------------- |
| 1996   | Niet deelgenomen    | Niet deelgenomen    | Niet deelgenomen    | Niet deelgenomen    | Niet deelgenomen    | Niet deelgenomen    | Niet deelgenomen    |
| 2000   | Niet gekwalificeerd | Niet gekwalificeerd | Niet gekwalificeerd | Niet gekwalificeerd | Niet gekwalificeerd | Niet gekwalificeerd | Niet gekwalificeerd |
| 2004   | Niet gekwalificeerd | Niet gekwalificeerd | Niet gekwalificeerd | Niet gekwalificeerd | Niet gekwalificeerd | Niet gekwalificeerd | Niet gekwalificeerd |
| 2008   | Niet gekwalificeerd | Niet gekwalificeerd | Niet gekwalificeerd | Niet gekwalificeerd | Niet gekwalificeerd | Niet gekwalificeerd | Niet gekwalificeerd |
| 2012   | Niet gekwalificeerd | Niet gekwalificeerd | Niet gekwalificeerd | Niet gekwalificeerd | Niet gekwalificeerd | Niet gekwalificeerd | Niet gekwalificeerd |
| 2016   | Niet gekwalificeerd | Niet gekwalificeerd | Niet gekwalificeerd | Niet gekwalificeerd | Niet gekwalificeerd | Niet gekwalificeerd | Niet gekwalificeerd |
| 2020   | Niet gekwalificeerd | Niet gekwalificeerd | Niet gekwalificeerd | Niet gekwalificeerd | Niet gekwalificeerd | Niet gekwalificeerd | Niet gekwalificeerd |
| 2024   | Niet gekwalificeerd | Niet gekwalificeerd | Niet gekwalificeerd | Niet gekwalificeerd | Niet gekwalificeerd | Niet gekwalificeerd | Niet gekwalificeerd |
| Totaal | 0/8                 | 0                   | 0                   | 0                   | 0                   | 0                   | 0                   |

### Zuid-Amerikaans kampioenschap
| Jaar   | Resultaat        | Wed              | W                | G                | V                | DV               | DT               |
| ------ | ---------------- | ---------------- | ---------------- | ---------------- | ---------------- | ---------------- | ---------------- |
| 1991   | Derde plaats     | 2                | 0                | 0                | 2                | 0                | 7                |
| 1995   | Niet deelgenomen | Niet deelgenomen | Niet deelgenomen | Niet deelgenomen | Niet deelgenomen | Niet deelgenomen | Niet deelgenomen |
| 1998   | Groepsfase       | 4                | 0                | 0                | 4                | 2                | 25               |
| 2003   | Groepsfase       | 2                | 0                | 0                | 2                | 0                | 10               |
| 2006   | Groepsfase       | 4                | 1                | 1                | 2                | 4                | 10               |
| 2010   | Groepsfase       | 4                | 1                | 0                | 3                | 5                | 15               |
| 2014   | Groepsfase       | 4                | 1                | 1                | 2                | 4                | 6                |
| 2018   | Groepsfase       | 4                | 2                | 0                | 2                | 9                | 6                |
| 2022   | Zesde plaats     | 5                | 2                | 1                | 2                | 4                | 6                |
| Totaal | 8/9              | 29               | 7                | 3                | 19               | 28               | 85               |

### Pan-Amerikaanse Spelen
| Jaar   | Resultaat           | Wed                 | W                   | G                   | V                   | DV                  | DT                  |
| ------ | ------------------- | ------------------- | ------------------- | ------------------- | ------------------- | ------------------- | ------------------- |
| 1999   | Niet deelgenomen    | Niet deelgenomen    | Niet deelgenomen    | Niet deelgenomen    | Niet deelgenomen    | Niet deelgenomen    | Niet deelgenomen    |
| 2003   | Niet deelgenomen    | Niet deelgenomen    | Niet deelgenomen    | Niet deelgenomen    | Niet deelgenomen    | Niet deelgenomen    | Niet deelgenomen    |
| 2007   | Niet deelgenomen    | Niet deelgenomen    | Niet deelgenomen    | Niet deelgenomen    | Niet deelgenomen    | Niet deelgenomen    | Niet deelgenomen    |
| 2011   | Niet gekwalificeerd | Niet gekwalificeerd | Niet gekwalificeerd | Niet gekwalificeerd | Niet gekwalificeerd | Niet gekwalificeerd | Niet gekwalificeerd |
| 2015   | Niet gekwalificeerd | Niet gekwalificeerd | Niet gekwalificeerd | Niet gekwalificeerd | Niet gekwalificeerd | Niet gekwalificeerd | Niet gekwalificeerd |
| 2019   | Niet gekwalificeerd | Niet gekwalificeerd | Niet gekwalificeerd | Niet gekwalificeerd | Niet gekwalificeerd | Niet gekwalificeerd | Niet gekwalificeerd |
| Totaal | 0/6                 | 0                   | 0                   | 0                   | 0                   | 0                   | 0                   |

## FIFA-wereldranglijst
Betreft klassering aan het einde van het jaar
| 2003 | 2004 | 2005 | 2006 | 2007 | 2008 | 2009 | 2010 | 2011 | 2012 | 2014 | 2015 | 2016 | 2017 | 2018 | 2019 | 2020 | 2021 | 2022 |
| ---- | ---- | ---- | ---- | ---- | ---- | ---- | ---- | ---- | ---- | ---- | ---- | ---- | ---- | ---- | ---- | ---- | ---- | ---- |
| 74   | 77   | 80   | 81   | 82   | 81   | 67   | 75   | 75   | 73   | 64   | 66   | 61   | 63   | 57   | 58   | 55   | 52   | 52   |

## Selecties

### Huidige selectie
Deze spelers werden geselecteerd voor vriendschappelijke wedstrijden tegen Panama en Schotland in november 2022.
| Doel                     |                     |                           |
| 1                        | Yessica Velásquez   | Independiente Santa Fe    |
| 13                       | Nayluisa Cáceres    | UD Granadilla Tenerife    |
| 22                       | Hilary Azuaje       | Atlético Sport Club       |
| Verdediging              |                     |                           |
| 2                        | Verónica Herrera    | UD Granadilla Tenerife    |
| 3                        | Nairelis Gutiérrez  | Geen                      |
| 4                        | María Peraza        | Cruz Azul                 |
| 5                        | Yenifer Giménez     | Villarreal CF             |
| 6                        | Michelle Romero     | Sporting Gijón            |
| 14                       | Fabiola Solórzano   | Atlético Huila            |
| 21                       | Bárbara Sandoval    | ADIFFEM                   |
| Middenveld               |                     |                           |
| 7                        | Paola Villamizar    | Club Tijuana              |
| 8                        | Bárbara Flores      | Yaracuyanos FC            |
| 10                       | Bárbara Olivieri    | CF Monterrey              |
| 12                       | Wilmary Argüelles   | UD Granadilla Tenerife    |
| 15                       | Ana Paula Fraiz     | Missouri State Lady Bears |
| 17                       | Maikerlin Astudillo | Secció Esportiva AEM      |
| 20                       | Dayana Rodríguez    | Clube Atlético Mineiro    |
| Aanval                   |                     |                           |
| 9                        | Deyna Castellanos   | Manchester City WFC       |
| 11                       | Raiderlin Carrasco  | Sporting de Huelva        |
| 16                       | Kimberlyn Campos    | Real Oviedo               |
| 18                       | Ysaura Viso         | Colo-Colo                 |
| 19                       | Mariana Speckmaier  | Valur Reykjavík           |
| 23                       | Yerliane Moreno     | UD Granadilla Tenerife    |
| Bondscoach: Pamela Conti |                     |                           |